# Estadio Antonio Aranda
Het Estadio Antonio Aranda is een multifunctioneel stadion in Ciudad del Este, een stad in Paraguay. Het stadion wordt vooral gebruikt voor voetbalwedstrijden, de voetbalclub Club Atletico 3 de Febrero maakt gebruik van dit stadion. In het stadion is plaats voor 28.000 toeschouwers. In 1973 werd het stadion geopend, bij de opening heette dit stadion Estadio Teniente Coronel Antonio Oddone Sarubbi, in 2013 werd de naam veranderd. In 1999 werd het stadion gerenoveerd.

## Internationale toernooien
Dit stadion werd in 1999 gebruikt voor wedstrijden op de Copa América 1999. Dat toernooi werd van 29 juni tot en met 18 juli 1999 in Paraguay gespeeld. Er waren 8 wedstrijden, 6 daarvan waren in de groepsfase van het toernooi. Daarnaast was er de kwartfinale tussen Brazilië en Argentinië (2–1)
en de halve finale tussen Brazilië en Mexico (2–0)
| № | Datum        | Wedstrijd             | Uitslag | Toernooi                         | Toeschouwers |
| - | ------------ | --------------------- | ------- | -------------------------------- | ------------ |
| 1 | 30 juni 1999 | Brazilië – Venezuela  | 7 – 0   | Copa América 1999 – groepsfase   | 22.000       |
| 2 | 30 juni 1999 | Chili – Mexico        | 0 – 1   | Copa América 1999 – groepsfase   | 22.000       |
| 3 | 3 juli 1999  | Brazilië – Mexico     | 2 – 1   | Copa América 1999 – groepsfase   | 22.000       |
| 4 | 3 juli 1999  | Chili – Venezuela     | 3 – 0   | Copa América 1999 – groepsfase   | 22.000       |
| 5 | 6 juli 1999  | Brazilië – Chili      | 1 – 0   | Copa América 1999 – groepsfase   | 18.000       |
| 6 | 6 juli 1999  | Mexico – Venezuela    | 3 – 1   | Copa América 1999 – groepsfase   | 18.000       |
| 7 | 11 juli 1999 | Brazilië – Argentinië | 2 – 1   | Copa América 1999 – kwartfinale  | 25.000       |
| 8 | 13 juli 1999 | Brazilië – Mexico     | 2 – 0   | Copa América 1999 – halve finale | 28.000       |

Tussen 7 en 28 januari 2007 was in Paraguay het Zuid-Amerikaans kampioenschap onder 20 jaar. In dit stadion waren er op dat toernooi 10 groepswedstrijden.

## Afbeeldingen

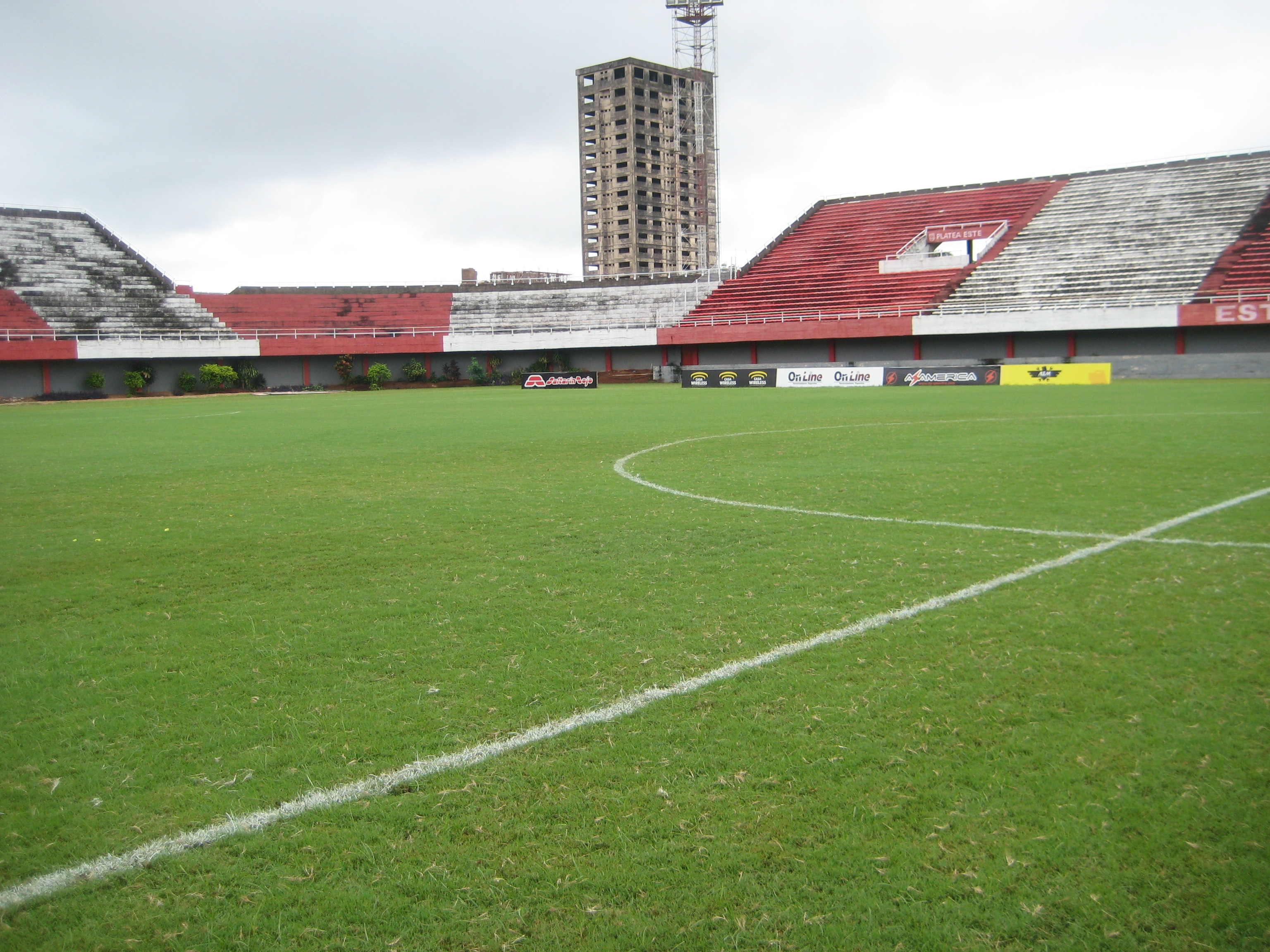
Binnenkant van het stadion.
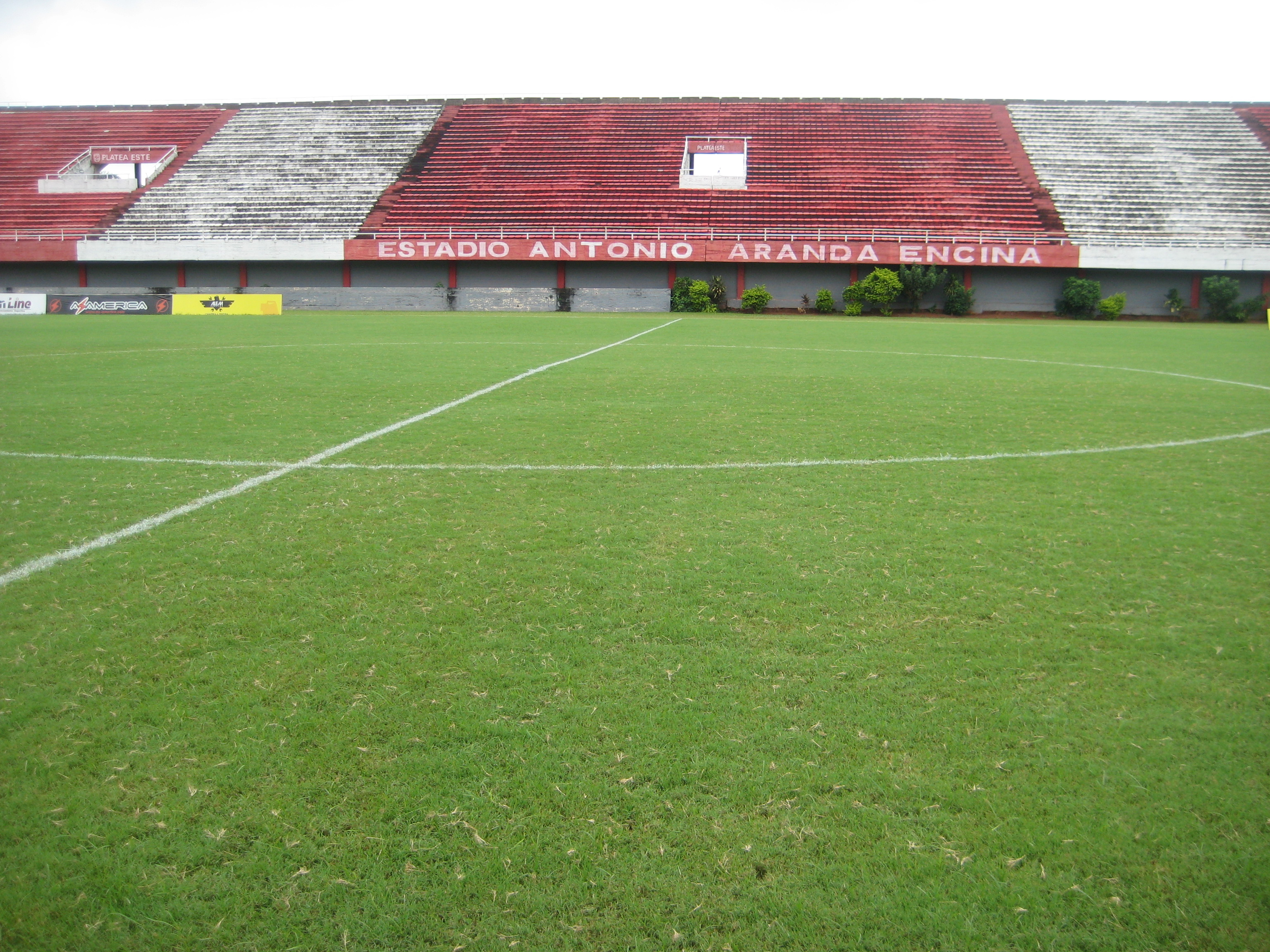
Binnenkant van het stadion.